# Mniophilosoma
Mniophilosoma is een geslacht van kevers uit de familie bladkevers (Chrysomelidae).
De wetenschappelijke naam van het geslacht werd in 1854 gepubliceerd door Thomas Vernon Wollaston.

## Soorten
- Mniophilosoma laeve Wollaston, 1854
- Mniophilosoma obscurum Gillerfors, 1986